# Copidognathus fabricii
Copidognathus fabricii es una especie de ácaro marino del género Copidognathus, familia Halacaridae. Fue descrita científicamente por Lohmann en 1889.
Habita en el mar Mediterráneo y Atlántico nororiental (zona económica exclusiva de Portugal). Además en el mar Negro y en aguas europeas.